# Agrostis clandestina
Agrostis clandestina é uma espécie de gramínea do gênero Agrostis, pertencente à família Poaceae.